# Amon Amarth
Az Amon Amarth egy 1988-ban alakult viking témájú, dallamos death metalt játszó együttes a svédországi Tumba városából. Korábbi nevüket 1992-ben változtatták Amon Amarthra, mely J. R. R. Tolkien Középföldjén található Végzet Hegyének sindarin fordítása.
Dalszövegeik az északi mitológiára épülnek. Ez a mitológia gyakori témája az 1990-es évek elején a black metalból kialakult viking témájú metalzenének, melyet olyan együttesek tették híressé, mint a Bathory és Enslaved; bár az együttes hangzásra inkább a korai Amorphist és a középidőszakbeli Bolt Throwert idézi.

## Történet
Az együttes első felállása 1988-ban alakult Scum néven. Tagjai voltak Paul "Themgoroth" Mäkitalo (Dark Funeral) énekes, Olavi Mikkonen gitáros és Ted Lundström basszusgitáros. Az együttes ekkori stílusa a grindcore kategóriába sorolható. Johan Hegg csatlakozása után kezdtek a death metal felé fordulni. Az 1994-ben kiadott The Arrival of the Fimbul Winter demófelvétel viselte először az Amon Amarth nevet. A demó nagy sikert aratott, több mint ezer példányt adtak el kevesebb mint 12 óra alatt. Ennek hatására leszerződtek a szingapúri Pulverised Records-szal, és 1996-ban kiadták első EP-jüket Sorrow Throughout the Nine Worlds címen, amit Peter Tägtgren (Hypocrisy) producerrel vettek fel. Az EP kapcsán felfigyelt a csapatra a Metal Blade kiadó, és több nagylemezre szóló szerződést írtak alá.
A Once Sent from the Golden Hall című első Amon Amarth nagylemez 1998 februárjában jelent meg. A producer ismét Peter Tägtgren volt, akárcsak az 1999-es The Avenger lemezen. A két évente rendszeresen megjelenő albumaival az Amon Amarth folyamatosan növelte ismertségét. Népszerűségük nemzetközi szintre emelkedett, miközben zenéjükbe a death metal alapokat megtartva egyre több tradicionális heavy metal elemet építenek be.
2008. január elején került sor az együttes első ausztrál és új-zélandi turnéjára, a Dimmu Borgir előzenekaraként. A körutat megelőzően az együttes a Sonic Syndicate és Himsa csapat mellett Amerikában és Kanadában is adott koncertet. A körút eredetileg a Decapitated együttessel történt volna, de miután Witold "Vitek" Kieltyka a Decapitated dobosa súlyos buszbalesetet szenvedett és néhány nappal később a kórházban elhunyt, a koncertet visszamondták.
2010 októberében a zenekar bejelentette következő albumuk felvételeinek megkezdését, melynek címe Surtur Rising. A lemez 2011 tavaszán jelent meg, az első kislemez a War of the Gods volt.
2013 június 25-én jelent meg az együttes kilencedik albuma, melynek címe Deceiver of The Gods. Az albumon olyan remekművek hallhatóak mint a Father Of The Wolf, a Deceiver Of The Gods, vagy a Coming Of The Tide, melyek azóta szerves részét képezik az együttes koncertprogramjának.
2016 március 25-én jelent meg az Amon Amarth tizedik, jubileumi albuma, Jomsviking címmel. Johan Hegg az új lemezről így nyilatkozott: "Annyi minden van ezen az az új lemezen, hogy mindenképpen friss a hatása. Noha jellegzetesen Amon Amarth hangzású az anyag, egy rakás újdonság is van benne, ami szerintem annak is köszönhető, hogy ezúttal egy konceptalbum született. Emiatt a dalszerzés folyamata is más volt, többet kellett agyalnunk azon, hogy hogyan is rakjuk össze a lemezt. Már jó ideje filóztunk egy ilyen koncepció összerakásán, és most bele is csaptunk a dologba. (...) Az alapsztori szerint van egy fiatal srác, aki beleszeret egy gyönyörű lányba, aki azonban egy nagy hatalmú fickó felesége. Megpróbálja megszöktetni, elmenekülni vele, de rajtakapják, és közben úgy alakul, hogy megöl valakit. Végül sikerül meglógnia és csatlakozik a Jomsvikingeknek nevezett alakulathoz. (...) "A Jomsvikingek a viking hadtestek egyik legendás egysége voltak, akikről számos monda kelt életre a csatatéren. Könyörtelen és halálos harcosok voltak, akik egyetlen nagyon egyszerű alapszabályt követtek: soha ne mutass félelmet! Sosem hátráltak meg, megvédték a bajtársaikat, és ha az élet úgy hozta, megbosszulták a halálukat. Most éreztük megfelelőnek az időt ahhoz, hogy ehhez a témához nyúljunk, és ezzel új lökést adjunk az Amon Amarthnak. (...) Senki se számítson egy vidám történetre..."
Az együttes nevéről Johan Hegg így nyilatkozik:
„Ted találta ki a nevet. Ne kérdezd hogyan, mert egyikünk sem igazán Gyűrűk Ura-rajongó, de jól hangzott és a jelentése gyilkos! Ez a Végzet Hegyének neve sindarinul, de hogy mi ez, arról kérdezz meg egy Tolkien-rajongót. De úgy gondolom, hogy király és szimbolizálja az Amon Amarth értelmét.”
Johan Hegg az együttes műfajáról megjegyezte:
„Death metalt játszunk. Vikingekről írjuk számainkat, ezért néhányan viking metalnak titulálják a zenénket, de fogalmam sincs hogy ez milyen műfaj. Nem tudom elképzelni hogy a vikingeknek mi közük volna a metalhoz, a kardot, meg ezeket leszámítva. Zeneileg azt hiszem ők csak furcsa fúvóshangszereken és bongó dobokon játszottak, vagy ilyesmi.”

## Diszkográfia

### Albumok
- 1996 − Sorrow Throughout the Nine Worlds EP
- 1998 − Once Sent from the Golden Hall
- 1999 − The Avenger
- 2001 − The Crusher
- 2002 − Versus the World
- 2004 − Fate of Norns
- 2006 − With Oden on Our Side
- 2008 − Twilight of the Thunder God
- 2011 - Surtur Rising
- 2013 - Deceiver of the Gods
- 2016 - Jomsviking
- 2019 - Berserker
- 2022 - The Great Heathen Army

### Demók
- 1993 − Thor Arise
- 1994 − The Arrival of the Fimbul Winter

## Tagok

### Jelenlegi tagok
- Johan Hegg − ének (1992 - napjainkig)
- Olavi Mikkonen − gitár (1988 - napjainkig)
- Ted Lundström − basszusgitár (1988 - napjainkig)
- Johan Söderberg − gitár (1998 - napjainkig)
- Jocke Wallgren- dob (2016-napjainkig)

### Korábbi tagok
- Paul "Themgoroth" Mäkitalo − ének (Scum, 1988 - 1991)
- Anders Hansson − gitár (1989 - 1998)
- Nico Kaukinen − dob (1989 - 1996)
- Martin Lopez − dob (1996 - 1998)
- Fredrik Andersson − dob (1998 - 2015)
- Tobias Gustafsson - dob ( 2015 - 2016, csak a Jomsviking albumon hallható a játéka, nem lett teljes értékű tagja az együttesnek[1])

## Fordítás
Ez a szócikk részben vagy egészben  az   Amon Amarth című angol Wikipédia-szócikk fordításán alapul.  Az eredeti cikk szerkesztőit annak laptörténete sorolja fel. Ez a jelzés csupán a megfogalmazás eredetét és a szerzői jogokat jelzi, nem szolgál a cikkben szereplő információk forrásmegjelöléseként.